# پیز گلاشاین
پیز گلاشاین (به لاتین: Piz Glüschaint) یک کوه در سوئیس است که در کانتون گراوبوندن واقع شده‌است. پیز گلاشاین ۳٬۵۹۴ متر بالاتر از سطح دریا واقع شده‌است.